# Tekkno
Tekkno è il sesto album in studio del gruppo musicale tedesco Electric Callboy, pubblicato il 16 settembre 2022 dalla Century Media Records.

## Descrizione
Originariamente previsto per il 9 settembre, si tratta della prima pubblicazione del gruppo a seguito del cambio di nome da Eskimo Callboy a Electric Callboy, nonché il primo album insieme al cantante Nico Sallach. In esso sono contenuti dieci brani, tra cui i singoli del 2021 We Got the Moves e Pump It, entrambi di discreto successo commerciale. Dal punto di vista musicale Tekkno risulta fortemente influenzato dalla musica elettronica (con elementi che spaziano tra techno e trance), dal pop anni ottanta, dal rock alternativo e dal metalcore, mentre gran parte dei testi sono di carattere umoristico.
Il 24 marzo 2023 è stata distribuita una tour edition del disco comprensiva di cinque tracce eseguite dal vivo durante l'Hypa Hypa Tour.

## Tracce
Testi e musiche di Daniel Haniss, Pascal Schillo, Kevin Ratajczak e Nico Sallach, eccetto dove indicato.
1. Pump It – 2:52
2. We Got the Moves – 3:26
3. Fuckboi (feat. Conquer Divide) – 2:44 (Daniel Haniss, Pascal Schillo, Kevin Ratajczak, Nico Sallach, Kristen Woutersz)
4. Spaceman (feat. Finch) – 3:10 (Daniel Haniss, Pascal Schillo, Kevin Ratajczak, Nico Sallach, Nils Wehowsky, Daniel Grossmann, Matthias Mania)
5. Mindreader – 3:45
6. Arrow of Love – 3:42
7. Parasite – 3:03
8. Tekkno Train – 2:57
9. Hurrikan – 1:39
10. Neon – 3:11

Tracce bonus nell'edizione giapponese
1. Hypa Hypa (Live in Berlin)
2. Pump It (Live in Hanover)

Tracce bonus nella Tour Edition
1. Pump It (Live) – 3:00
2. Hate/Love (Live) – 3:12
3. Spaceman (Live) – 3:13
4. We Got the Moves (Live) – 3:51
5. Hypa Hypa (Live) – 3:44

## Formazione
Hanno partecipato alle registrazioni, secondo le note di copertina:
Gruppo
- Kevin Ratajczak – voce, tastiera
- Nico Sallach – voce
- Daniel Haniss – chitarra
- Pascal Schillo – chitarra
- Daniel Klossek – basso
- David Friedrich – batteria

Altri musicisti
- Conquer Divide – voci aggiuntive (traccia 3)
- Finch – voce aggiuntiva (traccia 4)

Produzione
- Daniel Haniss – produzione, missaggio
- Pascal Schillo – produzione
- Kevin Ratajczak – produzione
- Christoph Wieczorek – mastering
- Dasmo – produzione (traccia 4)
- Mania Music – produzione (traccia 4)

## Classifiche

### Classifiche settimanali
| Classifica (2022)          | Posizione massima |
| -------------------------- | ----------------- |
| Austria                    | 3                 |
| Belgio (Fiandre)           | 9                 |
| Belgio (Vallonia)          | 123               |
| Finlandia                  | 13                |
| Germania                   | 1                 |
| Paesi Bassi                | 27                |
| Regno Unito (rock & metal) | 4                 |
| Svizzera                   | 6                 |

### Classifiche di fine anno
| Classifica (2022) | Posizione |
| ----------------- | --------- |
| Germania          | 49        |